# Kate Chopin
Kate Chopin (rojena Katerine O'Flaherty), ameriška pisateljica, * 8. februar 1851, St. Louis, Misuri, Združene države Amerike, † 22. avgust 1904, St. Louis
Pisala je kratke zgodbe za odrasle in otroke, napisala je dva romana (At Fault, The Awakening). 
Je ena prvih feminističnih avtoric 20. stoletja. Najbolj je znana po svojem romanu Prebujenje (The Awakening), v katerem opisuje življenje ženske, ki se v vlogi, ki ji je kot ženski pripisana, ne čuti izpolnjena. Začne se zavedati vseh omejitev, ki jih ima kot pripadnica svojega spola in začne iskati načine, kako izpolniti svoje življenje. Roman Prebujenje je preveden v slovenščino.

## Življenje
Kate Chopin se je rodila v družino, ki je bila močno povezana s francosko skupnostjo v St. Louisu. Njen oče, Thomas O'Flaherty, je bil irski priseljenec in uspešen poslovnež, njena mati, Eliza Faris, pa je bila del kreolske skupnosti. Kate je bila tretja od petih otrok. 
Šolala se je v katoliškem internatu Sacred Heart Academy (1855–1868). Po očetovi smrti je živela z materjo, babico in prababico, ki so bile vse vdove in neodvisne ženske. Od 1867 do 1870 je v beležnico zapisovala dnevnik, eseje, pesmi in druge zapise.
Ko je bila stara 19 let je spoznala svojega bodočega moža Oscarja Chopina, poročila sta se 9. junija 1870, živela sta v New Orleansu. V zakonu se jima je rodilo pet sinov in ena hčerka. Leta 1979 je njen mož doživel poslovni neuspeh, zato sta se preselila v župnijo Natchitoches, kjer je imela moževa družina v lasti nekaj zemlje, vodila sta tudi prodajalno. Bila sta aktivna člana skupnosti, kjer se je Kate seznanila s kreolsko kulturo, ki je postala pomemben del njene literature. 
Oscar Chopin je umrl leta 1883, pred smrtjo je bil zadolžen, Kate se je trudila nadaljevati z družinskimi posli, vendar ji ni uspelo. Na mamino pobudo se je z otroki preselila nazaj v St. Louis. Naslednje leto je njena mati umrla. Zaradi vseh izgub v tako kratkem času je Kate zapadla v depresijo. Družinski zdravnik ji je svetoval naj piše, ker je menil, da ji bo to koristilo.

## Delo
Leta 1888 je objavila prvo pesem (If It Might Be) v reviji America. V raznih revijah, npr. St. Louis Post-Dispatch, Atlantic Monthly, Criterion in Vogue, je objavljala zgodbe in članke. Pisala je zgodbe o ljudeh, ki jih je poznala in so živeli v njeni bližini. Sodobniki so jo cenili predvsem zaradi tematike, ki se je navezovala na rasno problematiko. Bila je med vidnimi literati takratnega časa, objavljanje literarnih del je predstavljalo del njenih dohodkov, s katerimi je z družino lahko udobno živela. Sodobna literatna kritika pa jo ceni predvsem zaradi pisanja, s katerim je prelamljala družbene konvencije, saj je pisala o meščanskem zakonu, ki je bil prazen in zlagan. 
Leta 1890 je objavila svoj prvi roman At Fault, ki ni bil dobro sprejet. Napisala je še en roman, Young Dr. Gosse, vendar je rokopis uničila, ker ni našla založnika. Med leti 1892 in 1895 je pisala kratke zgodbe za otroke in odrasle, ki jih je objavljala v različnih revijah, npr. Atlantic Monthly, Vogue, The Century Magazine in The Youth’s Companion. Leta 1894 je izdala zbirko kratkih zgodb Bayou Folk, v kateri je bilo zbranih triindvajset zgodb. Med kratkimi zgodbami je izstopala Desiree's Baby (1893), v kateri je opisovala zgodbo Desiree, ki je bila kot otrok zapuščena, vendar jo je vzgajala dobra družina. V zakonu se ji rodi otrok s temno poltjo. Mož jo obtoži, da ima prednike s temno poltjo, zato jo zapusti. Po nekaj dneh odkrije pismo svoje matere, v katerem piše, da je on tisti, ki ima temnopolte prednike. 
Leta 1897 je izdala zbirko enaindvajsetih kratkih zgodb A Night in Acadie, v kateri se pojavljajo tematike zakona, strasti in spolnosti. Leta 1899 je izdala svoj drugi roman Prebujenje, ki je njeno najbolj znano delo. Zaradi slabih kritik, ki jih je bil deležen roman, je v zadnjih letih svojega življenja precej manj pisala, in sicer nekaj kratkih zgodb, od katerih jih je bilo le nekaj objavljenih.

## RomanPrebujenje
Roman Prebujenje (The Awakening) je izdala leta 1899, doživel je izjemno slabe kritike. Zaradi tega so roman nehali tiskati in je bil nekaj desetletij v pozabi. Kritike so Kate potrle, zato je v zadnjih letih življenja napisala le še nekaj kratkih zgodb. Roman je doživel negativno recepcijo zaradi nemoralne percepcije nezvestobe v luči takratnih družbenih konvencij o zakonu in vlogi ženske znotraj institucije zakona. Negativna kritika je bila vezana na opisovanje ženske seksualnosti in prelamljanja z družbeno vlogo, ki jo je imela ženska v takratnem družbeno-zgodovinskem kontekstu. Roman so ponovno odkrili v 70. letih dvajsetega stoletja, ko je literarna kritika v njem začela odkrivati feministične tendence.
Roman Prebujenje je njeno najbolj znano delo. Dogaja se v poznem 19. stoletju, protagonistka romana je Edna Pontellier. Edna se na začetku pripovedi prične zavedati, da je neizpolnjena v vlogi, ki jo ima v družbi kot ženska. Edna pride do spoznanja, da jo njen spol in življenje v zakonski zvezi omejujeta, zato začne iskati načine, kako živeti bolj polno življenje. Prične slikati in zanemarjati svoje dožnosti kot gospodinja in žena ter se s tem upira družbenim konvencijam. Edino uteho najde v prijateljevanju z gospo Reisz, ki prav tako ne sledi družbenim normam takratnega časa. Med tem ima tudi spolno afero, sreča se tudi z moškim, v katerega je zaljubljena, vendar se ji ta odreče in njuna ljubezen ostane neizpolnjena. Edna se na koncu romana odloči, da se bo prepustila valovom morja.